# Neidlingen (Feuchtwangen)
Neidlingen (auch Pechhof genannt) ist ein Gemeindeteil der Stadt Feuchtwangen im Landkreis Ansbach (Mittelfranken, Bayern). Neidlingen liegt in der Gemarkung Dorfgütingen.

## Geografie
Die Einöde liegt am linken Ufer der Sulzach. 0,5 km östlich liegt die bewaldete Anhöhe Im Berg, 0,5 km nordöstlich das Flurgebiet Brechhausfeld. Ein Anliegerweg führt zur Kreisstraße AN 36 bei Archshofen (0,9 km westlich).

## Geschichte
Neidlingen lag im Fraischbezirk des ansbachischen Oberamtes Feuchtwangen. Im Jahr 1732 bestand der Ort aus 2 Anwesen mit 3 Mannschaften (1 Hof mit doppelter Mannschaft, 1 Gut). Grundherr über die beiden Anwesen war das Stiftsverwalteramt Feuchtwangen. An diesen Verhältnissen hatte sich bis zum Ende des Alten Reiches nichts geändert. Von 1797 bis 1808 unterstand der Ort dem Justiz- und Kammeramt Feuchtwangen.
Mit dem Gemeindeedikt (frühes 19. Jahrhundert) wurde Neidlingen dem Steuerdistrikt und der Ruralgemeinde Dorfgütingen zugeordnet. Im Zuge der Gebietsreform in Bayern wurde Neidlingen am 1. Januar 1972 nach Feuchtwangen eingemeindet.

## Einwohnerentwicklung
| Jahr      | 001818 | 001840 | 001861 | 001871 | 001885 | 001900 | 001925 | 001950 | 001961 | 001970 | 001987 |
| Einwohner | 22     | 20     | 14     | 20     | 19     | 17     | 13     | 22     | 14     | 13     | 12     |
| Häuser    | 3      | 3      |        |        | 2      | 4      | 4      | 3      | 4      |        | 2      |
| Quelle    | [ 10 ] | [ 11 ] | [ 12 ] | [ 13 ] | [ 14 ] | [ 15 ] | [ 16 ] | [ 17 ] | [ 18 ] | [ 19 ] | [ 1 ]  |

## Religion
Der Ort ist evangelisch-lutherisch geprägt und bis heute nach St. Maria (Dorfgütingen) gepfarrt. Die Einwohner römisch-katholischer Konfession waren ursprünglich nach St. Ulrich und Afra (Feuchtwangen) gepfarrt, heute ist die Pfarrei Mariä Sieben Schmerzen (Weinberg) zuständig.